# Piotr Pájtusov
Piotr Kuzmich Pájtusov (del ruso: Петр Кузьмич Пахтусов) (Kronstadt, 20 de marzo de 1800 - Arjánguelsk, 19 de noviembre de 1835) fue un oficial naval, agrimensor, hidrógrafo y explorador ruso del Ártico, recordado por haber realizado el primer estudio exhaustivo de Nueva Zembla.
En 1820 se graduó en la Escuela de navegación, obteniendo el grado de asistente de navegante. A partir de 1828 fue promovido a guardiamarina. Participó en la expedición de Fiódor Litke.
Entre 1832 y 1835 Pájtusov dirigió dos viajes de exploración a Nueva Zembla. Invernó en dos ocasiones en las islas y tomó detalladas observaciones meteorológicas. Pájtusov hizo los primeros mapas fiables de las costas meridionales y orientales de Nueva Zembla, en especial de la costa oriental completa de la isla Yuzhny y de la costa oriental de la isla Severny —que junto con los del compañero explorador y cartógrafo Avgust Tsivolko, (1810-1839) realizados en 1837-1839— fueron luego publicados.
Una pequeña isla costera localizada en la orilla oriental de Nueva Zembla (isla de Pájtusov) y un grupo de islas en el archipiélago de Nordenskiöld (islas de Pájtusov) honran su memoria.